# Sarmato
Sarmato est une commune de la province de Plaisance, dans l'Émilie-Romagne, en Italie.

## Administration
| Période                                  | Période  | Identité          | Étiquette | Qualité         |
| ---------------------------------------- | -------- | ----------------- | --------- | --------------- |
| 14 juin 2004                             | 2009     | Sabrina Gallinari |           |                 |
| 8 juin 2009                              | En cours | Anna Tanzi        | PDL       | Centre - droite |
| Les données manquantes sont à compléter. |          |                   |           |                 |

### Hameaux
Pontetidone, Veratto, Agazzino.

### Communes limitrophes
Borgonovo Val Tidone, Castel San Giovanni, Monticelli Pavese, Pieve Porto Morone, Rottofreno.